# Abborrtjärnen (Åsarne socken, Jämtland)
Abborrtjärnen är en sjö i Bergs kommun i Jämtland och ingår i Ljungans huvudavrinningsområde. Sjön har en area på 0,0701 kvadratkilometer och ligger 453,2 meter över havet.

## Delavrinningsområde
Abborrtjärnen ingår i det delavrinningsområde (695713-141613) som SMHI kallar för Mynnar i Ljungans vattendragsyta. Medelhöjden är 480 meter över havet och ytan är 17,27 kvadratkilometer. Räknas de 2 avrinningsområdena uppströms in blir den ackumulerade arean 45,21 kvadratkilometer. Aspån som avvattnar avrinningsområdet har biflödesordning 2, vilket innebär att vattnet flödar genom totalt 2 vattendrag innan det når havet efter 230 kilometer. Avrinningsområdet består mestadels av skog (82 procent). Avrinningsområdet har 0,07 kvadratkilometer vattenytor vilket ger det en sjöprocent på 0,4 procent.